# فيل نيكلسون
فيل نيكلسون (بالإنجليزية: Phil Nicholson)‏ هو عالم فلك أمريكي، ولد في 1951.